# Osiedle Tysiąclecia (Gdańsk)
Osiedle Tysiąclecia – osiedle w Gdańsku, w dzielnicy Żabianka-Wejhera-Jelitkowo-Tysiąclecia.

## Położenie
Osiedle położone jest w pasie nadmorskim, niecały kilometr od morza. Przepływa przez nie Potok Oliwski.
Od wschodu osiedle styka się z Jelitkowem, do którego jest często przypisywane. Od północy graniczy z Osiedlem Wejhera, od południa z Przymorzem, zaś od zachodu z Żabianką.
Na osiedlu, w 1960 roku, otwarto pierwszą w Gdańsku tzw. szkołę tysiąclecia przy ul. Chłopskiej 64 (szkoła podstawowa nr 60).

## Komunikacja
Osiedle z trzech stron jest ograniczone dużymi trasami komunikacyjnymi. Od północy ulicą Pomorską, od zachodu ul. Chłopską, od południa ul. Piastowską.

## Obiekty
- Szkoła Podstawowa nr 60
- Park Przymorze